# Estrecho de Anián
El estrecho de Anián fue el nombre que en los siglos XVI y XVII fue utilizado para una parte del supuesto paso del Norte desde el océano Atlántico hasta el Pacífico. Se supone que el nombre deriva de la Tierra de Anián que Marco Polo describió en su viaje.

## El inicio de la leyenda

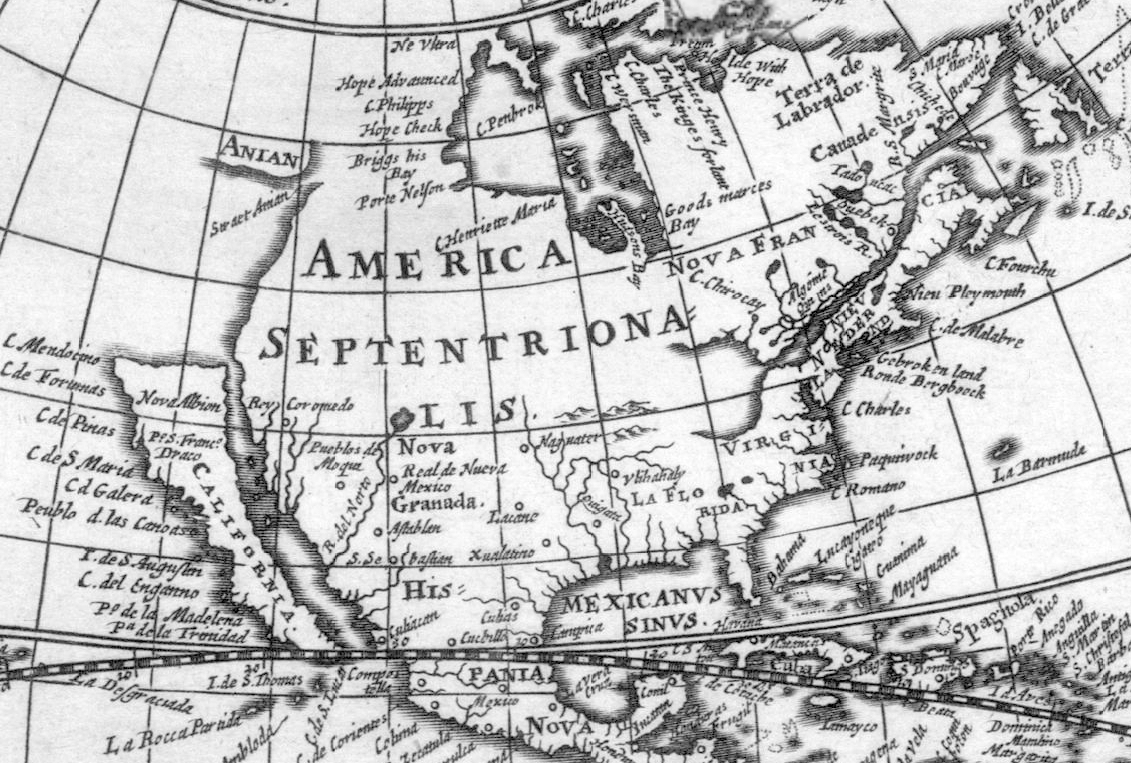
Estrecho de Anián (Hugo Allard, 1685).

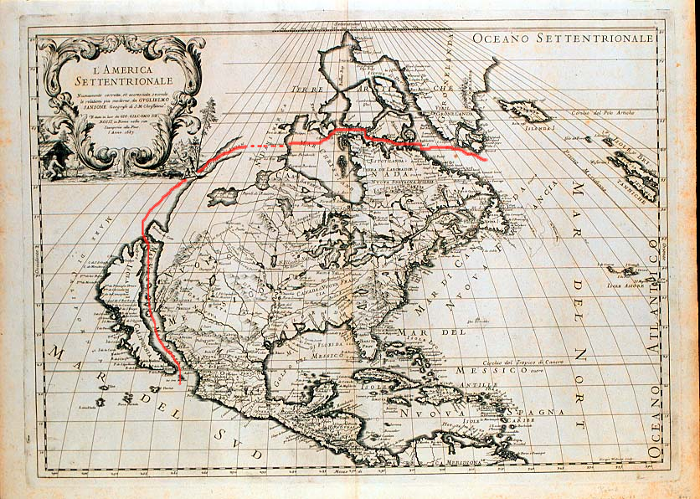
La supuesta ruta del estrecho de Anián.

Marco Polo (1254-1324), en el capítulo 129 de su narración, Los Viajes de Marco Polo, se refiere a una provincia de China llamada Anián, ubicada hacia el Levante la cual fue incorporada a los mapas de Catay (nombre medieval de China) como Anian Regnum, es decir, 'Reino de Anián'. A partir de los viajes de Polo los comerciantes europeos buscaron mantener un contacto más directo con las lejanas comarcas del Asia Oriental a las que llamaban con el nombre genérico de Indias. Eran regiones productoras de especias, reputadas como de gran riqueza aurífera y abiertas a la acción de los misioneros. Europa comenzaba su expansión por el mundo.
La consolidación del poderío turco en el Cercano Oriente impulsó más aún los viajes de exploración en busca de una ruta alternativa hacia esas tierras.
El viaje de Vasco da Gama y la expedición de Cristóbal Colón se enmarcan en ese proceso de crecimiento europeo. En un primer momento se supuso que las islas halladas por Colón eran parte de Asia, motivo por el cual recibieron el nombre de Indias, pero después de las expediciones de Pinzón, Vespucio y Balboa se supo que se trataba de una tierra hasta entonces desconocida que se interponía, por así decir, entre Europa y Asia. Algunos, no obstante, consideraban que el propio continente americano era una suerte de península asiática y en los, a menudo conjeturales, mapas que registraban la nueva visión del mundo las tierras septentrionales de América eran designadas como Anián.
El problema de la comunicación con las tierras del Asia Oriental continuaba abierto y los navegantes se abocaron a resolverlo impulsados tanto por los monarcas como por las primeras compañías de comerciantes. 
Era creencia general que debía existir un paso, o quizás más de uno, que atravesara América uniendo los mares del Norte (Atlántico) y del Sur (Pacífico).
Fernando de Magallanes, en 1520, encontró un paso hacia el océano que llamó Pacífico, explorando el extremo sur del continente americano donde halló el estrecho que lleva su nombre, el estrecho de Magallanes. Tras la muerte del capitán y la mayor parte de la tripulación durante el viaje, fue el piloto, Juan Sebastián Elcano, quien logró terminar el viaje dando de este modo la primera vuelta al mundo. Sin embargo la ruta sur resultaba onerosa, lejana y peligrosa, por lo cual se comenzó a buscar un nuevo pasaje en el norte del continente, más cerca de Europa.

## En busca del estrecho de Anián
Muchos navegantes intentaron encontrar un paso hacia la mar del Sur buscándolo por el extremo norte del continente americano, ese paso era el mítico estrecho de Anián que declaraba haber descubierto Juan de Fuca, luego los navegantes Henry Hudson en 1610 y William Baffin en 1616 lo buscaron en vano por las costas del océano Atlántico y desaparecieron en su búsqueda. Antes que ellos Juan Rodríguez Cabrillo lo buscó en 1542 bordeando las costas del Pacífico norte.
En 1609 el navegante español Lorenzo Ferrer Maldonado afirmó, ante la Corte del rey Felipe III, haber hecho el descubrimiento del Estrecho de Anián en 1588, sin que se le diera credibilidad a sus exploraciones. No obstante, investigaciones recientes ponen de manifiesto la presencia del marino español en esta región boreal, coincidente con el actual Estrecho de Bering.
En 1745 el gobierno inglés ofreció una recompensa de 20 000 libras esterlinas a quien encontrara el estrecho de Anián. Nadie nunca cobró el premio.
Según un comerciante inglés, Carlos Henríquez Clerke, capturado en Valdivia durante la expedición de John Narborough a Chile en 1670, los ingleses buscaban encontrar este paso para quitar América a la corona Española.: 21 

## En la actualidad

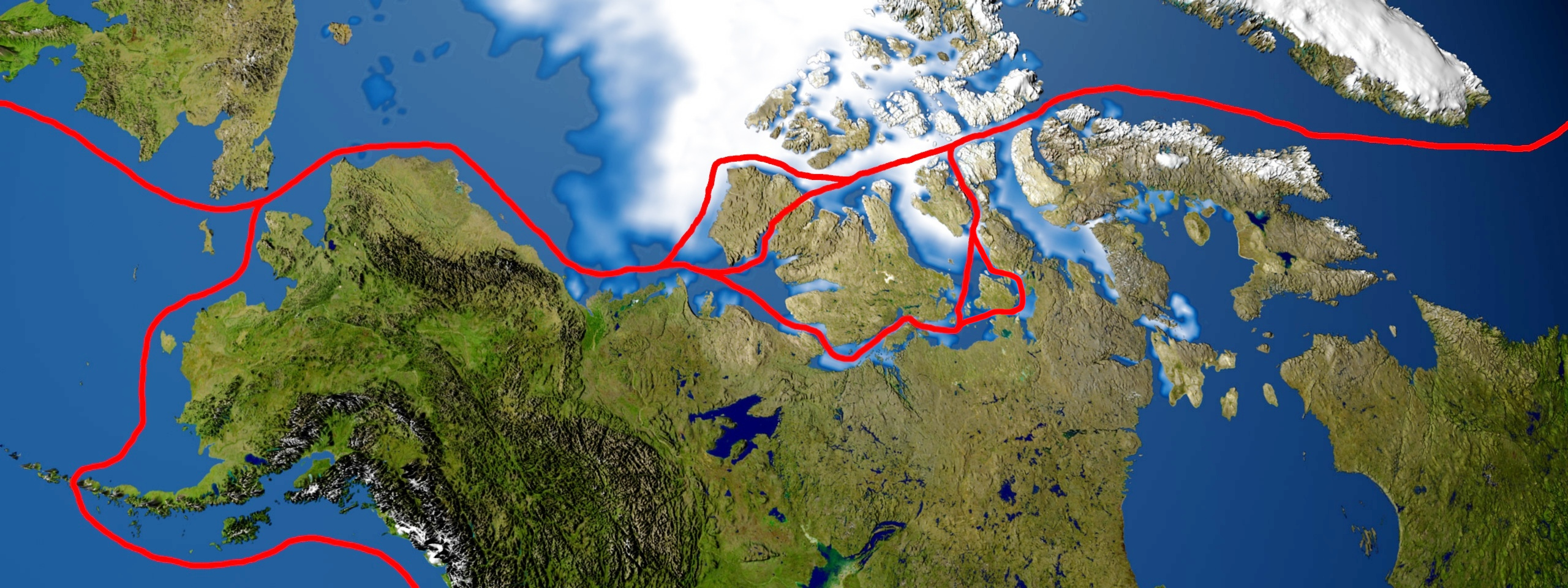
El paso del Noroeste en el océano Glacial Ártico.

Puede considerarse que el mítico estrecho de Anián corresponde al paso del Noroeste, pero conviene aclarar que este no es navegable por estar todo el año el océano Ártico cubierto de hielo. No obstante, resulta factible para los submarinos atravesarlo navegando por debajo del casquete polar.